# 롤리타
《롤리타》(영어: Lolita)는 블라디미르 나보코프가 1955년에 쓴 소설이다. 주인공 험버트 험버트가 사춘기 소녀 돌로레스 헤이즈에게 성적 욕망을 느끼는 것이 주된 내용이다. 소설의 제목 '롤리타'는 돌로레스 헤이즈(Dolores Haze)의 애칭이다. 논란의 여지가 많은 내용만큼이나 참신한 소설 스타일로 유명하다. 유머와 비극적인 요소가 골고루 섞인 희비극으로, 뛰어난 작품성과 금기시되던 주제로 엄청난 반향을 불러 일으켰다. 또한 소설에 쓰인 님펫(Nymphet), Nubile(성적 매력이 있는), Faunlet(성적 매력이 있는 어린 소년)같은 새로운 단어들이 널리 쓰이게 되었다.
참고로 로리타가 아니라 롤리타이며, Lo 다음에 r이 아닌 l이 왔기 때문에 롤이라고 발음해야한다.
1962년에 스탠리 큐브릭 감독과 1997년에는 아드리안 라인 감독이 영화화했다.
유럽인 험버트 험버트는 여러 언어를 유창하게 구사하며 미국 문화를 신랄한 유머를 곁들여 묘사하는 뛰어난 지성을 갖춘 인물이나, 정작 자신이 열렬히 사랑하는 소녀 롤리타의 마음은 헤아리지 못하는 비뚤어진 인간이다. 미국으로 옮겨온 그는 13세의 어린 소년이었을 때 티푸스로 잃은 연인 애너벨 리(Annabel Leigh)의 모습을 셋집 주인의 어린 딸 롤리타에게서 발견하고 사랑에 빠진다.
어린 소녀에게 품는 비정상적인 성욕을 가리키는 롤리타 컴플렉스(로리콘)는 예상했다시미 이 소설에서 유래한다. 대중화된 것은 1970년대 일본에서부터이며 작가 본인인 나보코프는 이 용어가 자신의 소설에서 탄생했다는 사실을 별로 반기지 않았다고 한다.

## 줄거리
주인공 험버트 험버트는 굉장히 다양한 언어를 자연스레 구사할 수 있는 문학자로, 1910년에 프랑스 파리에서 태어났다. 그는 어머니가 소풍에서 벼락에 맞아 죽은 뒤 아버지의 리비에라(Riviera) 호텔에서 자랐다. 험버트는 (그가 님펫이라 부르는) 사춘기 전후의 매력적인 여자아이들에 대한 열애에 사로잡혀 있는데, 이는 본인의 주장에 따르면 어린 시절의 연인 애너벨과의 이루어지지 못한 사랑의 후유증이다. 그는 부인과 이혼한 뒤, 제2차 세계 대전 발발 직전에 파리를 떠나 뉴욕으로 이사하는데, 그 기간 동안에 프랑스 문학 교과서를 저술하기도 한다. 1947년, 그는 집필활동을 위해 뉴잉글랜드의 램스데일(Ramsdale)이라는 작은 마을에 가서 방을 빌린다. 집주인인 샬롯 헤이즈(Charlotte Haze)는 과부로, 12살의 딸 돌로레스와 함께 살고 있었다. 롤리타에게 첫눈에 반한 그는 그녀에게 접근하기 위해, 또한 그녀와 영원하기 위해 그녀의 어머니인 샬롯의 청혼을 받아들이고 결혼한다. 그러나 어떤 이유에서인지 자신의 딸을 죽도록 증오하던 샬롯은 험버트에게 돌리를 몇일 뒤에 또래들이 있는 캠프로 보내고, 캠프에서 돌아오면 곧장 기숙학교로 보낼 거라는 계획을 말하게 되고, 험버트는 샬롯을 원망함과 동시에 절망하게 된다. 그러던 어느 날, 정말 우연히 일어난 교통사고로 인해 샬롯이 사망하자 험버트 험버트는 곧장 캠프에 달려가 돌리를 데려온다. 험버트는 돌리를 데리고 미국 전역을 돌아다녔고, 고아가 된 롤리타를 협박하며 지속적으로 강간한다.

## 명대사
Lolita, light of my life, fire of my loins. my sin, my soul. Lo-lee-ta: the tip of the tongue taking a trip of three steps down the palate to tap, at three, on the teeth. Lo. Lee. Ta. She was Lo, plain Lo, in the morning, standing four feet ten in one sock. She was Lola in slacks. She was Dolly at school. She was Dolores on the dotted line. But in my arms she was always Lolita.
롤리타, 내 삶의 빛, 내 몸의 불이여. 나의 죄, 나의 영혼이여. 롤-리-타. 혀 끝이 입천장을 따라 세 걸음 걷다 세 걸음째에 앞니를 가볍게 건드린다. 롤. 리. 타. 아침에 양말 한 짝만 신고 서 있을 때 키가 4피트 10인치인 그녀는 로, 그냥 로였다. 슬랙스 차림일 때는 롤라였다. 학교에서는 돌리. 서류상의 이름은 돌로레스. 그러나 내 품에 안길 때는 언제나 롤리타였다.
롤리타, 내 삶의 빛이요, 내 생명의 불꽃. 나의 죄, 나의 영혼. 롤-리-타. 세 번 입천장에서 이빨을 톡톡 치며 세 단계의 여행을 하는 혀 끝. 롤. 리. 타. 그녀는 로, 아침에는 한쪽 양말을 신고 서있는 사 피트 십 인치의 평범한 로. 그녀는 바지를 입으면 롤라였다. 학교에서는 돌리. 서류상으로는 돌로레스. 그러나 내 품 안에서는 언제나 롤리타였다.
명대사는 역시나 소설의 도입부 중에서도 가장 유명한 첫문장이다.